# Kanton Mansfeld
Der Kanton Mansfeld war eine Verwaltungseinheit im Distrikt Halle des Departements der Saale im napoleonischen Königreich Westphalen. Hauptort des Kantons und Sitz des Friedensgerichts war Mansfeld in heutigen Landkreis Mansfeld-Südharz. Der Kanton umfasste eine Stadt, sechs Gemeinden und mehrere Weiler, war bewohnt von 5279 Einwohnern und hatte eine Fläche von 1,95 Quadratmeilen. Er ging aus dem magdeburgisch-mansfeldischen Amt Leimbach hervor.
Die zum Kanton gehörigen Ortschaften waren:
- Mansfeld (Immediatstadt)
- Creisfeld
- Hergisdorf
- Ahlsdorf
- Ziegelrode
- Vatterode
- Gräfenstuhl
- Benndorf mit Blumenrode
- Annerode
- Gorenzen
- Bistaborn
- Siebterode
- Möllendorf mit Wimmelrode